# Kwesi Bekoe Amissah-Arthur
Kwesi Bekoe Amissah-Arthur (ur. 29 kwietnia 1951 w Cape Coast, zm. 29 czerwca 2018 w Akrze) – ghański ekonomista.
Uzyskał stopień licencjata (1974) i magistra (1980) na University of Ghana. Wykładał na macierzystej uczelni oraz na Anambra State College of Education w nigeryjskim stanie Anambra.
17 sierpnia 2009 został powołany na stanowisko gubernatora Banku Ghany. 1 października 2009 przejął kierownictwo tej instytucji. Od 6 sierpnia 2012 pełnił urząd wiceprezydenta Ghany

## Życie prywatne
Był żonaty, miał dwoje dzieci.